# 斯塔格 (密歇根州)
斯塔格（英語：Stager）是位於美國密歇根州艾昂縣馬斯托登鎮區的一個非建制地區。

## 歷史
此地得名自西聯匯款老闆安森·斯塔格（Anson Stager）。芝加哥和西北運輸公司曾有路軌途經此地，此地亦曾設有連接到韋克菲爾德的電報綫。

## 地理
斯塔格所處的海拔為高於海平面408米（即1339英呎），而該地所採用的時區為UTC-6，即北美中部時區（CST）。同時該地設有夏令時間，為UTC-6調快一小時，即UTC-5（CDT）。